# Josef Jönsson
Josef Hugo Jönsson, född 1 september 1885 i Ålems socken, död 1 juni 1942 i Uppsala, var en svensk bankman och sparfrämjare. RVO, RDDO, RFinlVROIK1
Josef Jönsson var son till Carl Julius Jönsson. Efter genomgången folkskola i Ålem fick han 1900 anställning som biträde i Oppunda härads sparbank i Katrineholm. 1903–1917 var han anställd vid Södermanlands Enskilda Bank, först som extra biträde, bokhållare, kassör och slutligen som kamrer vid bankens kontor i Vingåker från 1907 och i Södertälje från 1908. 1912 blev han förste sifferrevisor och föreståndare för revisionsavdelningen vid huvudkontoret i Nyköping och 1915 kamrer i Katrineholm. 1918–1929 var Jönsson VD och styrelseledamot i Oppunda härad sparbank i Katrineholm. 1929–1942 var han VD och från 1930 styrelseledamot i Upsala sparbank. Han valdes 1921 till ledamot i Svenska sparbanksföreningens styrelse samt blev 1936 vice ordförande 1941 ordförande där. 
Jönsson var bland annat initiativtagare till och föreståndare för Svenska sparbanksföreningens avdelning för sparpropaganda 1925–1942 och utgivare av tidskrifterna Lyckoslanten 1926–1942, Saldo 1937–1942 och Sparbanksnytt 1937–1942, tillhörde redaktionskommittén för Svensk sparbankstidskrift 1921–1931 och 1935–1942, var ledamot av Internationella sparsamhetsinstitutets permanenta kommitté 1927–1942 samt verkställande ledamot av Nordens centrala sparbanksförenings delegation 1931–1942 och utgivare av dess publikation Meddelanden 1932–1942. Jönsson deltog som ombud och delegerad för Sverige i andra och tredje internationella sparbankskongresserna i London 1929 och Paris 1935, och han erhöll vid den sistnämnda Internationella sparsamhetsinstitutets guldmedalj. Jönssons insats inom den svenska sparbanksrörelsen, inte minst hans effektfulla propaganda, var banbrytande. Svenska sparbanksföreningen präglade vid den svenska sparbanksrörelsens 125-årsjubileum 1945 en minnesmedalj över honom. Han publicerade ett stort antal skrifter i sparbanksfrågor.